# 老山 (石景山区)
39°54′54″N 116°13′00″E / 39.915138°N 116.216544°E

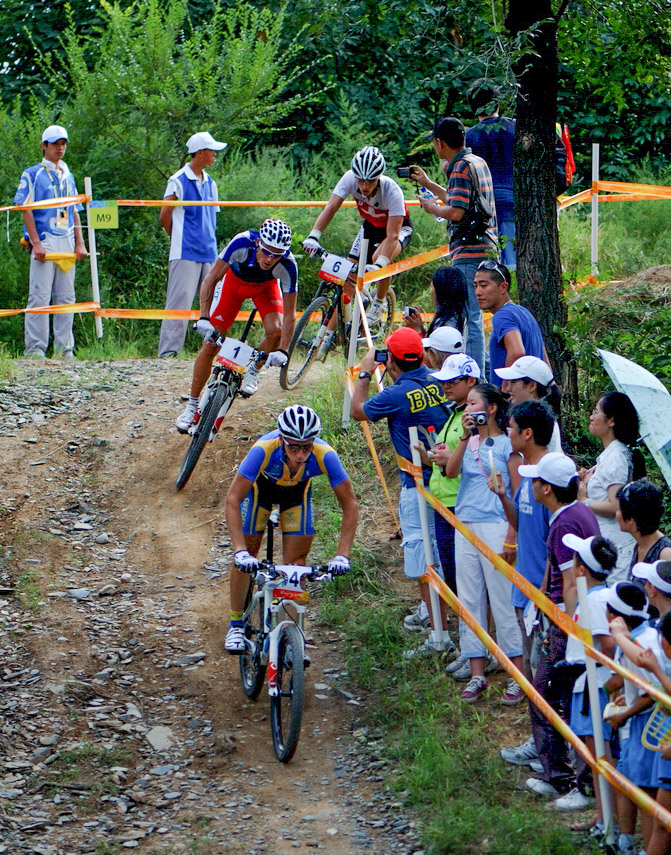
2008年北京奥运会山地自行车比赛，在老山山地自行车场举行

老山是位于中華人民共和國北京市石景山区东部的一座小山，也是当地地名。

## 简介
老山位于石景山区东部，乃永定河冲击扇上的丘陵状岛山，海拔最高点为130.4米。老山位于古金河河北侧，该河现已无存。老山东西长约1.7公里，南北宽约0.8公里。其内海拔70米以上的面积约为1.3平方公里。1990年代，其范围东隔上庄、良安村与八宝山为邻，西南紧临八角村并与八角山相连，南隔石景山路与焦家村、双女坟村相对。
如今，老山以北为从京石高速公路大瓦窑桥南侧延伸至海淀区南坞的铁路支线，铁路北侧有平行的田村山南路。老山以东为上庄大街，隔街为八宝山人民公墓暨八宝山。老山南麓有老山汉墓。老山西侧为老山西街。老山奥运场馆群就分布在这里。其中，老山西街5号为中国现代五项运动协会、老山自行车馆、老山体育健身中心，老山西街6号为中国自行车运动协会，老山西街9号为老山小轮车赛场。
2005年11月20日，来华访问的美国总统布什在老山自行车训练场骑自行车75分钟健身。
2006年5月31日，老山山地自行车场在老山开工建设。2007年9月竣工。该场地是2008年北京奥运会自行车项目中的山地自行车赛事的比赛场地。该场地毗邻老山自行车馆、老山小轮车赛场，是北京奥运会的北京市11个改扩建体育场馆之一。此次改扩建工程包括周长大约为6.2公里的比赛赛道，8725平方米的固定设施，2000个座位的临时看台及其他竞赛服务临时设施等。工程新建2栋竞赛服务楼，山地自行车赛道长度4.6公里。2007年9月22日，“好运北京”国际山地自行车邀请赛在老山山地自行车场举行。
北京奥运会结束后，老山山地自行车场自2008年起开始改建为老山城市休闲公园。2009年5月1日，老山城市休闲公园建成并对外开放。这是北京市第一个自然式山地公园，免费向游人开放。该公园的前身是2008年北京奥运会老山山地自行车场。该公园东到上庄大街，东南方向隔老山南路为上庄，西到老山西街，南为首钢老山居民区（老山南路横穿该居民区，居民区东北角有老山东街），北临铁路及田村山南路。老山位于该公园内的北侧，老山汉墓也位于公园内。2008年北京奥运会老山山地自行车场的赛道作为纪念被留在该公园内。该公园由石景山园林局设计，石景山园林局的设计者专为该公园设计了两座观景台。其中一座观景台位于山顶，海拔约120米，向北可见颐和园、玉泉山。另一座观景台位于山下，海拔约80米，向西可见老山奥运场馆群、首钢总公司，向南可见石景山区人民政府大楼、万达广场、京燕饭店。
老山及周边地区属于老山街道管辖。